# 领鹑
领鹑（学名：Pedionomus torquatus）是鸻形目的单型科领鹑科中的唯一一种，为澳大利亚的特有种。大小体型似三趾鹑，体长15－19厘米，尾短，上部亮棕色，颈部白色并带有黑色斑点，胸口有一个月牙形深色区域，状如衣领，故名。不善飞行，善于奔跑。雌性一次可产4枚卵，由雄性孵化。